# سفين ماتسون
سفين ماتسون (بالفنلندية: Sven Mattsson)‏ هو مصارع هاوي فنلندي، ولد في 5 مايو 1889 في توركو في فنلندا، وتوفي في 16 يناير 1967 في هلسنكي في فنلندا.

## وصلات خارجية
- سفين ماتسون على موقع أوليمبيديا (الإنجليزية)